# Silvestro Milani
Silvestro Milani (Treviolo, Província de Bèrgam, 25 de febrer de 1958) és un ciclista italìà, ja retirat, que fou professional entre 1982 i 1987.
Va combinar la carretera amb el ciclisme en pista. En pista guanyà tres campionats nacionals i una medalla de bronze al Campionat del Món en pista de 1979. El 1980 va prendre part als Jocs Olímpics d'Estiu de Moscou, on fou quart en la prova de persecució per equips del programa de ciclisme. En carretera destaca una victòria d'etapa al Giro d'Itàlia de 1982 i una altra al Tour de Romandia de 1985.

## Palmarès en ruta
- 1978
  - 1r a la Coppa Colli Briantei
  - 1r al Trofeu Raffaele Marcoli
- 1979
  - 1r al Giro a les tres províncies
  - Vencedor d'una etapa a la Setmana Ciclista Bergamasca
- 1980
  - 1r al Circuit del Porto-Trofeu Arvedi
  - 1r a la Coppa San Geo
- 1981
  - 1r a la Coppa Colli Briantei
  - 1r al Trofeu Raffaele Marcoli
- 1982
  - Vencedor d'una etapa al Giro d'Itàlia
- 1985
  - Vencedor d'una etapa al Tour de Romandia

### Resultats al Giro d'Itàlia
- 1982. 105è de la classificació general. Vencedor d'una etapa
- 1983. Abandona (12a etapa)
- 1984. No surt (7a etapa)
- 1985. 114è de la classificació general
- 1986. 133è de la classificació general

### Resultats al Tour de França
- 1982. Abandona (9a etapa)

## Palmarès en pista
- 1977
  -  Campió d'Itàlia amateur de persecució per equips
  -  Campió d'Itàlia amateur de puntuació
- 1978
  -  Campió d'Itàlia de amateur de persecució